# Avril 1781
Cette page présente les faits marquants du mois d'avril 1781.

## Événements
- France : le Parlement de Paris refuse d’enregistrer la création de l’assemblée du Bourbonnais.

- 16 avril : l’amiral Suffren bat une escadre britannique à la bataille de Porto Praya au Cap-Vert[1].

## Naissances
- 13 avril : Johann Nepomuk Reithoffer (de), industriel autrichien, qui fabriquera en 1811 les premiers produits en caoutchouc († 6 mai 1872).

## Décès
- 23 avril : James Abercrombie, général britannique.